# 신현국 (1952년)
신현국(申鉉國, 1952년 2월 14일~)은 대한민국의 행정공무원 출신 정치인이다. 민선4·5·8기 문경시장이다.
경상북도 문경 출생이다. 환경부 공보관, 대한민국 경상북도 문경시장(민선)을 지냈다. 종교는 천주교이며 세례명은 토마스 모어이다.

## 학력
- 1958~1964: 가은읍 문양초등학교 졸업
- 1964~1967: 능인중학교 졸업
- 1967~1970: 대구고등학교 졸업
- 1970~1974: 영남대학교 식품공학과 졸업
- 1975~1977: 한국과학기술원 생물공학 졸업
- 1984~1987: 타이 Asian Inst. of Tech 환경공학(박사)

## 경력
- 농촌진흥청근무
- 1996.01~ :환경부 폐기물자원국 폐기물정책과장 (부이사관) / 환경부 용수관리과장 /  환경부 폐기물자원국 폐기물정책과장
- 1998.05 ~1999.02:대구지방환경관리청장
- 1999.12~2000.07:경인지방환경관리청장
- 2000.  07 ~:환경부 대변인 겸 공보관 , 환경부 공보관
- KAIST 대우교수, 이화여대, 건국대 겸임교수
- 서울시립대, 계명대 겸임교수
- (주)삼표 대표이사 역임
- (현)국립안동대학교 환경공학과 초빙교수
- (현)바르게살기 전국중앙회 부회장
- (현)재경 대구·경북도민회 부회장
- 바르게살기운동 중앙회 부회장
- 전진포럼 공동대표
- 제17대 국회의원 한나라당 비례대표 후보
- 재경대구·경북도민회 부회장
- 문양초등학교 총동창회장 역임
- 대한민국 참전유공자 봉사단 문경지부 고문
- 2006.07~2010년 6월:제14대 경북 문경시장(민선, 한나라당)
- 2010.07~2011년 12월:제15대 경북 문경시장(민선, 무소속)
- 자유한국당 여의도 연구원 문경시 위원장
- 국민의힘 복당
- 2022.07~:제19대 경북 문경시장

## 전과
- 교통사고처리특례법위반: 벌금 200만원 - 2005년 9월 20일 선고[1]
- 직권남용권리행사방해: 징역 3월, 집행유예 1년 - 2015년 2월 5일 선고[1]

## 저서
- 환경대통령(2007년. 도서출판 다문)
- 환경동네 이야기(2004년. 리즈앤북)
- 환경과학총론(1993년. 동화기술출판사)
- 인간 환경론 공저(1993년. 도서출판 다남)
- 환경학 개론(1984년. 신광문화사)
- 시민을 위한 환경 이야기(1994년. 도서출판 김영사)
- 교양환경과학 공저(1996년. 도서출판 아카데미)
- 수 처리기술 핸드북 공저(1997년. 동화기술출판사)

## 자격증
- 수질관리기술사
- 폐기물처리기술사
- 환경영향평가사

## 역대 선거 결과
|  | 48.50% |

|  | 35.76% |

|  | 60.46% |

|  | 57.43% |

|  | 41.36% |

|  | 32.46% |

|  | 41.90% |

|  | 54.69% |